# Definiția planetelor conform UAI
Definiția noțiunii de planetă dată în 2006 de Uniunea Astronomică Internațională (UAI) afirmă că, în sistemul solar, o planetă este un corp ceresc care:
1. se află pe orbită în jurul Soarelui,
2. are suficientă masă pentru a fi în echilibru hidrostatic (formă aproape rotundă), și
3. a „curățat vecinătatea” orbitei sale.

Un corp care nu este satelit și îndeplinește primele două dintre aceste criterii este clasificat drept „planetă pitică”. Conform UAI, „planetele și planetele pitice sunt două clase distincte de obiecte”. Un corp care nu este satelit și respectă doar primul criteriu este denumit „corp mic al sistemului solar” (Small Solar System Body, SSSB). Propunerea inițială înaintea scrierii acestei definiții era ca planetele pitice să fie o subcategorie a planetelor, dar deoarece aceasta ar fi putut duce la adăugarea câtorva zeci de planete în sistemul solar, s-a renunțat la idee. În 2006, ar fi dus la adăugarea a doar trei planete (Ceres, Eris și Makemake) și la reclasificarea lui (Pluton). Definiția a fost una controversată și a fost susținută și criticată de diferiți astronomi, dar a rămas folosită.
Conform definiției, există opt planete și cinci planete pitice cunoscute în sistemul solar. Definiția face distincția între planete și corpuri mai mici și nu are sens în afara sistemului solar, unde corpurile mai mici nu au fost încă descoperite. exoplanetele sunt acoperite separat de o propunere de îndrumare din 2003 pentru definiția planetelor, care face distincția intre ele și stele pitice, care sunt mai mari.

## Originile controversei

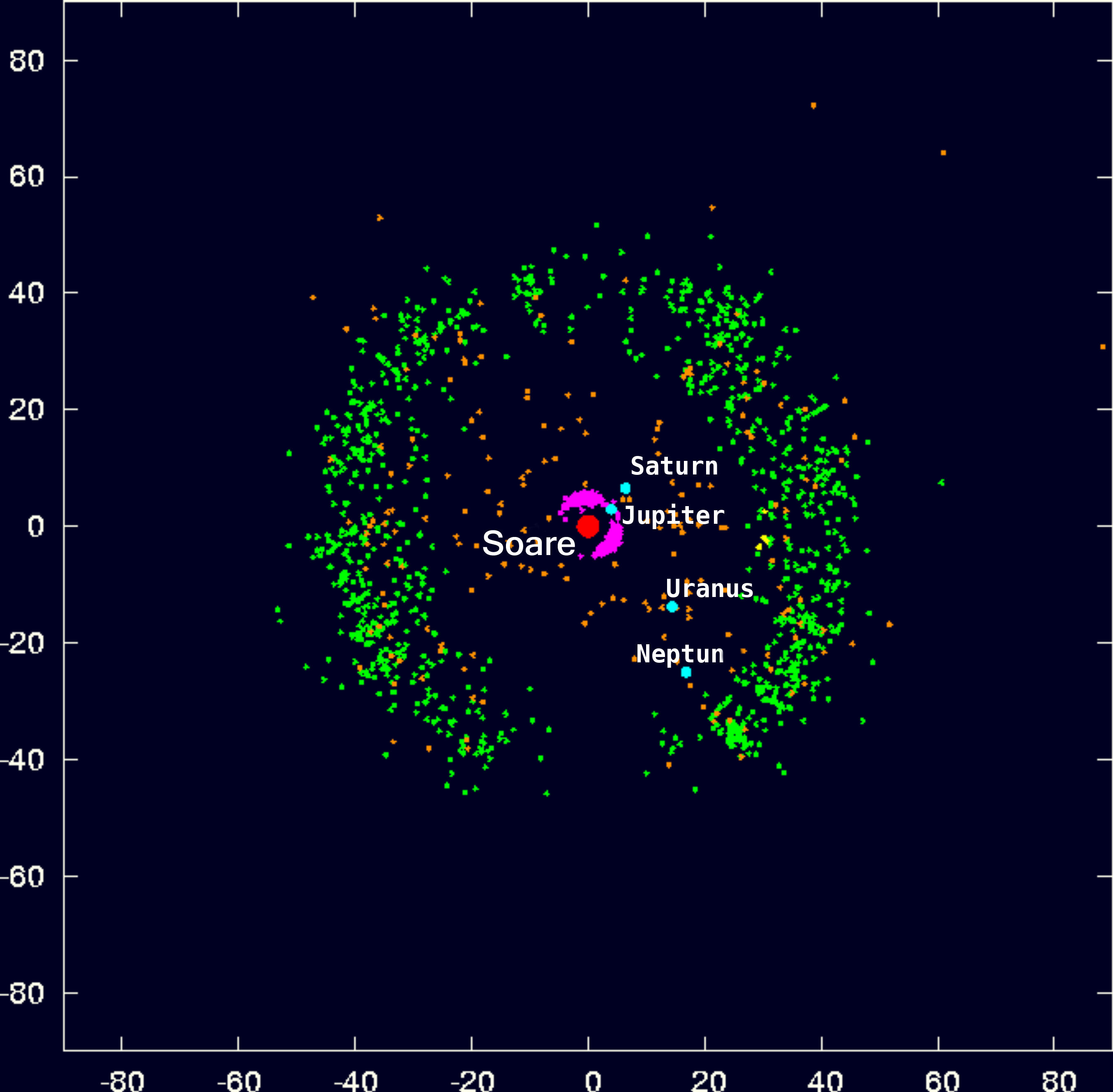
Poziţiile tuturor obiectelor din centura Kuiper (verde), și cele ale planetelor (albastru)

Înaintea descoperirilor de la începutul secolului al XXI-lea, astronomii nu aveau nevoie să definească formal noțiunea de planetă. Odată cu descoperirea lui Pluton în 1930, astronomii au considerat că sistemul solar are nouă planete, pe lângă mii de corpuri mai mici, cum ar fi asteroizii sau cometele. S-a crezut la început că Pluton este mai mare decât Mercur.
În 1978, descoperirea lui Charon, satelitul lui Pluton, a schimbat radical situația. Măsurând perioada orbitală a lui Charon, astronomii au putut calcula pentru prima oară cu precizie masa lui Pluton, și au constatat că este mult mai mică decât se credea. Masa lui Pluton este de circa douăzeci și cinci de ori mai mică decât cea a lui Mercur, ea fiind de departe cea mai mică planetă, mai mică chiar decât Luna, deși era încă de zece ori mai masivă decât cel mai mare asteroid cunoscut, Ceres.
În anii 1990, astronomii au început să găsească alte obiecte cel puțin la fel de îndepărtate ca Pluton, denumite acum obiecte din centura Kuiper. Multe dintre ele aveau unele caracteristici orbitale similare cu ale lui Pluton și au fost denumite plutini. Pluton a început să fie considerat cel mai mare membru al unei noi clase de obiecte, iar unii astronomi au început să nu-l mai numească planetă. Orbita excentrică și înclinată a lui Pluton, deși foarte neobișnuită pentru o planetă din sistemul solar, se încadrează bine în categoria obiectelor din centura Kuiper. Proaspăt renovatul Hayden Planetarium din New York City nu l-a mai inclus pe Pluton în expoziția planetelor la redeschiderea sa în cadrul Rose Center for Earth and Space în 2000.
Începând cu anul 2000, odată cu descoperirea a încă trei copuri (Quaoar, Sedna și Eris), toate comparabile cu Pluton în ce privește dimensiunea și orbita, s-a ajuns la concluzia că fie toate trebuie denumite planete, fie Pluton trebuie reclasificat. Astronomii știau și că se vor descoperi și alte obiecte de dimensiunile lui Pluton, și că numărul planetelor va începe rapid să crească. A apărut pe tapet și problema clasificării planetelor din alte sisteme solare. În 2006, chestiunea a revenit pe ordinea de zi după măsurarea dimensiunii obiectului 2003 UB313. Eris (așa cum a fost denumit ulterior) s-a dovedit a fi puțin mai mare ca Pluton, deci s-a ajuns la concluzia că și el merită la fel de mult statutul de „planetă”.

### Paralelă istorică
O controversă astronomică similară a avut loc în secolul al XIX-lea, odată cu descoperirea lui Ceres la 1 ianuarie 1801. Astronomii au declarat imediat că micul obiect este „planeta lipsă” dintre Marte și Jupiter. După patru ani însă, descoperirea a încă două obiecte cu dimensiuni și orbite comparabile a pus această idee la îndoială. În 1851, numărul „planetelor” ajunsese la 23, și a fost clar că se vor mai descoperi sute de alte asemenea corpuri cerești. Astronomii au început să le catalogheze separat și să le numească „asteroizi” în loc de „planete”.

## Istoria definiției
Întrucât rareori se descoperă o nouă planetă, UAI nu avea instrumentele de definiție și denumire a lor. După descoperirea lui Sedna, în 2005 s-a înființat o comisie de 19 membri, prezidată de astronomul britanic Iwan Williams, pentru a elabora o definiție pentru noțiunea de planetă. Ea a propus trei variante de definiție:
Culturalăun corp este o planetă dacă suficienți oameni spun acest lucru;
Structuralăo planetă este un corp suficient de mare încât să fie sferică;
Dinamicăun corp este suficient de mare încât toate celelalte obiecte părăsesc orbita sa.
O altă comisie, prezidată de un istoric al astronomiei, Owen Gingerich, istoric și astronom emerit la Universitatea Harvard membru al comisiei care a genera prima definiție, și formată din cinci oameni de știință și scriitorul științific Dava Sobel, a fost înființată pentru a elabora o propunere fermă.

## Propunerea de lucru

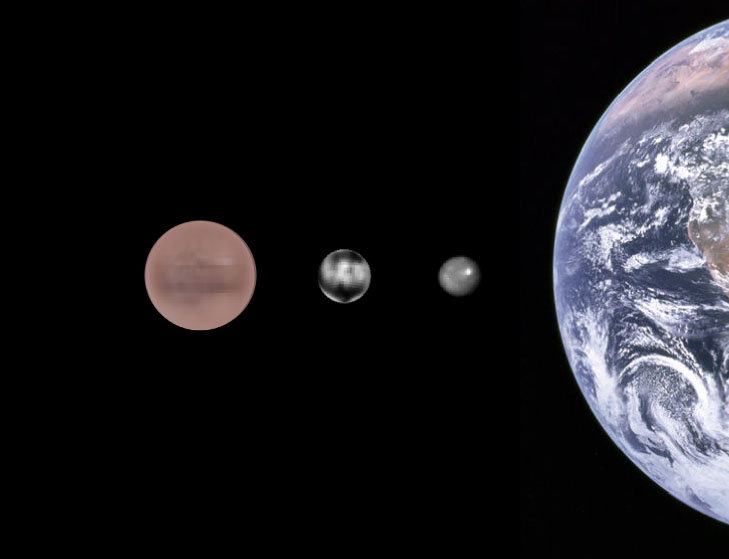
Propunerea iniţială ar fi adăugat imediat trei planete, prezentate aici prin comparaţie cu Pământul. De la stânga la dreapta: Eris, Charon, Ceres şi Pământul

UAI a făcut publică propunerea inițială 16 august 2006. Forma acesteia era bazată pe a doua din cele trei variante propuse de prima comisie. Ea era formulată astfel:
| “ | O planetă este un corp ceresc care (a) are suficientă masă pentru ca gravitația sa să depășească rigiditatea solidului în așa fel încât acesta capătă o formă de echilibru hidrostatic (aproape rotundă) și (b) se află pe orbita unei stele, și nu este nici stea și nici satelit al unei planete. | ” |

Această definiție ar fi condus automat la recunoașterea a încă trei corpuri cerești drept planete:
- Ceres, considerată planetă la momentul descoperirii ei, dar tratată după aceea ca asteroid
- Charon, un satelit al lui Pluton; sistemul Pluton-Charon ar fi fost considerat a fi o planetă dublă
- Eris, un corp în discul împrăștiat din afara Sistemului Solar

Alte douăsprezece corpuri se aflau în faza de finisare a cercetărilor privind proprietățile fizice și erau candidați la a fi adăugate pe listă, conform acestei definiții, unele cu mai multe șanse decât altele. În pofida a ceea ce s-a afirmat în presă, în urma propunerii, numărul planetelor din Sistemul Solar nu avea să rămână la douăsprezece. Mike Brown, care descoperise Sedna și Eris, a declarat că această definiție se poate aplica la circa 53 de corpuri cunoscute din Sistemul Solar, și că în urma unei analize amănunțite se pot găsi peste 200.
Definiția ar fi luat în calcul ca o pereche de obiecte să fie declarat planetă dublă dacă fiecare componentă a sa satisface independent criteriile de planetă și centrul de gravitație al sistemului lor (denumit baricentru) se află în afara celor două corpuri. Pluton și Charon ar fi devenit singura planetă dublă cunoscută în Sistemul Solar. Alți sateliți ai unor planete (cum ar fi Luna) se află în echilibru hidrostatic, dar nu ar fi putut fi definite drept componente ale unei planete duble, deoarece baricentrul sistemului se află în interiorul corpului mai masiv din sistem (în cazul Lunii, Pământul).

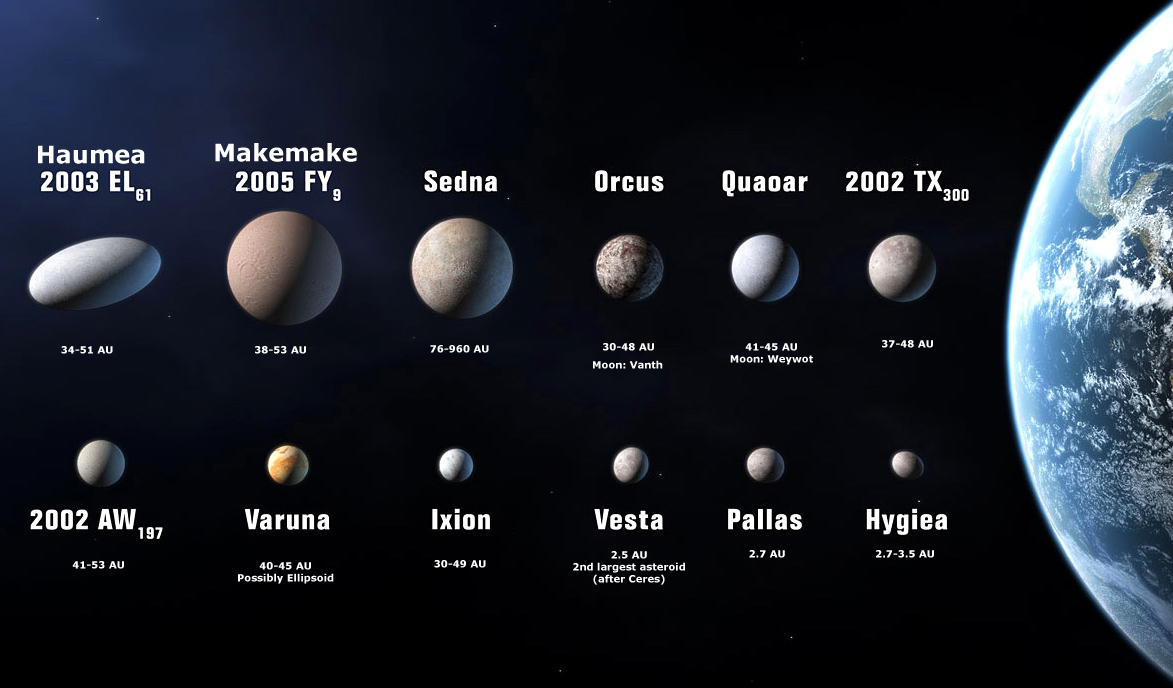
Cele douăsprezece "planete=candidat" care puteau fi considerate planete conform primei definiţii propuse. Toate cu excepţia ultimelor trei sunt obiecte transneptuniene. Cele mai mici trei (Vesta, Pallas, Hygeia) se află în centura de asteroizi.

Termenul planetă minoră ar fi fost abandonat, înlocuit fiind de categoriile corp mic al sistemului solar (Small Solar System Body, SSSB) și o nouă clasă de plutoni. Prima ar fi cuprins acele obiecte sub pragul de sfericitate, iar cea de a doua, pe acele planete cu orbite puternic înclinate, cu excentricități mari și cu o perioadă orbitală de peste 200 de ani (adică acelea de dincolo de Neptun). Pluton ar fi devenit prototipul acestei clase. Termenul „planetă pitică” ar fi descris toate planetele mai mici de cel puțin opt ori decât o „planetă clasică”, aflate pe orbita Soarelui, dar nu ar fi fost o clasificare oficială a UAI. În propunerea sa de rezoluție, UAI nu a făcut recomandări privind distincția între o planetă și o pitică brună. Votul asupra propunerii a fost programat pentru data de 24 august 2006.
O asemenea redefinire a noțiunii de „planetă” ar fi putut duce la schimbări în clasificarea obiectelor transneptuniene Haumea, Makemake, Sedna, Orcus, Quaoar, Varuna, 2002 TX300, Ixion, 2002 AW197 și asteroizilor Vesta, Pallas și Hygiea.
În ziua de 18 august, Divizia de Științe Planetare din cadrul American Astronomical Society, cea mai mare societate profesională internațională de oameni de știință și cercetători ai planetelor, a susținut propunerea.
Conform UAI, condiția de sfericitate are în general ca rezultat necesitatea ca masa să fie de cel puțin 5×1020 kg, sau un diametru de cel puțin 800 km. Mike Brown susține însă că aceste cifre sunt valabile doar pentru corpuri pietroase, ca asteroizii, și că unele obiecte formate din gheață, cum ar fi cele din centura Kuiper ating echilibrul hidrostatic la dimensiuni mult mai mici, posibil undeva între 200 și 400 km diametru. Totul depinde de rigiditatea materialului din care sunt ele constituite, care la rândul său este influențat de temperatura internă.

### Avantaje
Propunerea de definiție a găsit susținere printre astronomi întrucât făcea uz de un factor fizic calitativ (forma obiectului) ca element definitoriu. Alte definiții potențiale depindeau de o cantitate limitatoare (ca de exemplu, dimensiune minimă sau înclinație orbitală minimă) gândită pentru Sistemul Solar. Conform membrilor comisiei UAI, această definiție nu utiliza nicio limită artificială, lăsând în schimb „natura” să hotărască dacă un obiect este sau nu planetă.
Ea prezenta și avantajul de a măsura o calitate observabilă. Alte criterii propuse care implicau natura formării ar fi dus probabil la acceptarea unor planete ce ar fi putut fi ulterior declasificate după cercetări suplimentare.
În plus, definiția făcea ca Pluton să rămână planetă. Statutul lui Pluton ca planetă a fost și este în continuare important pentru mulți din motive subiective, iar publicul general ar fi putut fi înstrăinat de astronomii profesioniști; când în presă au apărut informații în 1999 că Pluton ar putea fi retrogradată, au apărut nemulțumiri fățișe.